# Ђаво носи Праду (филм)
Ђаво носи Праду (енгл. The Devil Wears Prada) амерички је филм из 2006. у режији Дејвида Франкела, по сценарију Алин Брош Макене. Темељи се на истоименом роману ауторке Лорен Вајсбергер. Главне улоге тумаче Мерил Стрип, Ен Хатавеј, Стенли Тучи, Сајмон Бејкер, Емили Блант и Адријан Греније. Радња прати Енди Сакс (Хатавеј), амбициозну новинарку која добија посао у модном часопису, на милост и немилост своје захтевне уреднице, Миранде Пристли (Стрип).
Године 2003. 20th Century Fox откупио је права на филмску адаптацију романа, чак и пре него што је роман издат. Пројекат није добио зелено светло све док Стрипова није добила главну улогу. Снимање је трајало 57 дана, између октобра и децембра 2005. и првенствено је било у Њујорку. Додатно снимање је спроведено у Паризу.
Премијера је приказана 22. јуна 2006. у Лос Анђелесу. Добио је позитивне рецензије критичара, док је улога Стрипове добила све похвале. Стрип је освојила Златни глобус за најбољу главну глумицу у играном филму (мјузикл или комедија), а била је и номинована за Оскара за најбољу глумицу у главној улози и Награду Удружења филмских глумаца за најбољу глумицу у главној улози. Филм је зарадио преко 326 милиона долара широм света.
Иако се радња филма одвија у свету моде и позива се на познате брендове и људе у тој индустрији, већина дизајнера и других модних личности избегавали су да се појаве у филму из страха да не увреде уредницу америчког часописа Vogue, Ану Винтур, за коју се верује да је била инспирација за Пристлијеву. Ипак, многи су дозволили да се њихова одећа и додаци користе у филму, што га чини једним од филмова са најскупљим костимима у историји. Винтур је касније превазишла свој почетни скептицизам, рекавши да јој се допао филм, а посебно улога Стрипове. Наставак, Ђаво носи Праду 2, биће приказан у мају 2026.

## Радња
Андреа „Енди” Сакс, која је недавно дипломирала новинарство, добија посао за који би „милион девојака убило”: заменик уреднице модног часописа Runway, Миранде Пристли. Миранда доминира светом високе моде са своје позиције. Својим асистенткињама задаје готово немогуће задатке, али је Енди речено да се овај посао исплати: након годину дана рада с Мирандом, можеш да се запослиш у било којем магазину. Енди се одлучује на тај изазов.
Енди има проблем да се уклопи међу мршаве трендсетерке које раде у редакцији часописа Runway. Због свог незнања о моди и другачијег стила облачења, постаје предмет подсмеха многих девојака које раде у редакцији. Старији асистент Миранде, Емили Чарлтон, не пропушта прилику да покаже Енди да мисли како она није за тај посао. Емили је била решена да не да посао Енди, али је Миранда рекла како је Енди сасвим одговарајућа. Како би се боље уклопила, Енди моли арт директора часописа Најџела да јој помогне. Он јој потпуно мења стил облачења, шминкања и фризуру. Добија бесплатну одећу најпознатијих модних дизајнера широм планете, све захваљујући Најџелу. Сада када изгледа попут осталих девојака, Енди максимално ради свој посао, испуњавајући Мирандине прохтеве који делују немогући. Међу тим задацима се налази и набављање необјављене књиге о Харију Потеру за Мирандине кћерке, али Енди успева и то да уради.
Ендин дечко Нејт делује као да једини примећује колико је Енди дубоко „зашла“ у свет моде и трендова, какав воде радници часописа Runway. У име посла који ће моћи да обавља у будућности, Енди се потпуно предаје послу за који би „милион девојака убило“ и немогућна је да се врати. Њен живот постаје њен посао: асистирање Миранди, која гаји све веће и веће симпатије према њој. Нејту, Ендином дечку, свега је доста када Енди због посла пропусти његов рођендан, и он раскида.
Пошто Емили доживи саобраћајну несрећу, Енди уместо ње путује на недељу моде у Паризу, као део екипе часописа Runway. Након много разочарења, Енди даје отказ Миранди. Враћа се у Њујорк и добија посао у једном часопису. На разговору за посао, уредник каже како је Миранда рекла да је Енди „најгоре разочарање икада“, али и како је „будала ако је не запосли“. Након тога, Енди зове Емили и каже јој како може да узме сву Ендину одећу и обућу. Пошто излази из зграде редакције, Енди види Мирандин аутомобил како се паркира. Њихови погледи се срећу. Енди нервозно махне, док Миранда не даје никаквог знака да је познаје. Касније, у колима, Миранда се задовољно смешка, пре него што хладно каже шоферу: „Вози”.

## Улоге
| Глумац         | Улога                                                 |
| -------------- | ----------------------------------------------------- |
| Мерил Стрип    | Миранда Пристли, главни уредник модног часописа       |
| Ен Хатавеј     | Андреа „Енди” Сакс, нова Мирандина друга асистенткиња |
| Емили Блант    | Емили Чарлтон, Мирандина прва асистенткиња            |
| Стенли Тучи    | Најџел, уметнички директор часописа                   |
| Адријан Гринер | Нејт, Ендин дечко, који ради у ресторану на Менхетну  |
| Сајмон Бејкер  | Кристијан Томсон, познати њујоршки новинар            |
| Трејси Том     | Лили, Ендина блиска пријатељица                       |
| Рич Самер      | Даг, пријатељ Енди, Нејта и Лили, који ради у банци   |
| Тајбор Филдман | Ирв Равиц, власник фирме која издаје                  |
| Жизел Биндшен  | шминкерка у часопису и Емилина пријатељица            |

## Разлике између романа и филма
- У филму, Миранда Пристли је мање тврда и љубазнија него у књизи.
- У књизи, Ендин дечко се зове Алекс, и ради као учитељ у једној школи за заосталу децу у Бронксу. У филму, његово име је Нејт, и он ради у ресторану.
- У књизи, Енди живи са својом другарицом Лили. У филму живи с својим дечком Нејтом.
- У књизи, Енди даје отказ Миранди на веома непријатан начин, док се у филму растају у миру.
- У књизи, Ендина пријатељица Лили доживљава аутомобилску несрећу и много је проблематичнија девојка. Тога нема у филму.
- У књизи, Емили је онемогућена да путује у Париз због мононуклеозе. Такође, сама је замолила Енди да је замени. У филму, њу је ударио ауто и била је љута на Енди што иде у Париз уместо ње.
- Емилин лик у књизи је љубазнији према Енди него у филму.
- У књизи, Лилин лик је много већи. У филму, она је сликарка и ради у једној галерији. У књизи, она се занима за новинарство и књижевност, и студирала је руски језик на Универзитету Колумбија.
- Неки ликови, попут Џејмса Холта и Жаклин Фоје уопште не постоје у књизи, већ су измишљени за потребе филма.
- Најџел има много већу улогу у филму него у књизи.
- Улоге Мирандине дадиље и чувара Едуарда су избрисане из филма.

## Награде и номинације
- 2006: Оскар за најбољу главну глумицу (Мерил Стрип) - Номинација
- 2006: Оскар за најбољи дизајн костима - Номинација
- 2006: Златни глобус за најбољу главну глумицу у играном филму (мјузикл или комедија) (Мерил Стрип) - Освојено
- 2006: Златни глобус за најбољу споредну глумицу у играном филму (Емили Блант) - Номинација
- 2006:  Златни глобус за најбољи играни филм (мјузикл или комедија)  - Номинација